# Коилии
Коилии (лат. Coilia) — род лучепёрых рыб семейства анчоусовых. Представители 2-х видов (C. brachygnathus и C. indmani) — пресноводные рыбы, распространены в реках Юго-Восточной Азии. Представители остальных видов распространены в Индо-Тихоокеанской области, морские пелагические рыбы, заходят в эстуарии и устья рек. Максимальная длина тела у разных видов варьируется от 12,3 до 41 см.
Родовое латинское название образовано от греч. κοιλιά — брюхо.

## Описание
Тело удлинённое, сужается к хвостовому отделу. Брюхо до брюшных плавников округлённое. По брюху проходит ряд килевых чешуй, их общее количество варьируется от 11 до 61. У некоторых видов ряд непрерывный от истмуса до анального отверстия. У других видов перед брюшными плавниками килевых чешуй очень мало или они отсутствуют. Перед началом основания спинного плавника есть заострённый костный щиток. Верхняя челюсть у ряда видов короткая, её окончание доходит только до начала жаберной крышки, у других — заходит за основание брюшных плавников. Зубы на челюстях маленькие. Есть первая надчелюстная кость. На нижней ветви первой жаберной дуги 21—36 маленьких жаберных тычинок; зазубрины на краях тычинок не собраны в отдельно расположенные группы и расположены равномерно. Спинной плавник смещён к голове, его основание начинается на первой трети длины тела. От 5 до 19 верхних лучей грудного плавника очень длинные, неразветвлённые, свободны один от другого. Анальный плавник длинный, с 80 и более мягкими лучами, последние лучи соединяются с хвостовым плавником. Хвостовой плавник маленький, заострённый. Нередко встречаются особи с повреждённым хвостовым плавником (вероятно откушены хищниками); который может регенерироваться. 
У одного из видов (C. dussumieri) есть небольшой люминесцентный орган, уникальный пример в отряде сельдеобразных.

## Классификация
В составе рода выделяют 12 или 13 видов:
- Coilia borneensis Bleeker, 1852
- Coilia brachygnathus Kreyenberg & Pappenheim, 1908
- Coilia coomansi Hardenberg, 1934
- Coilia dussumieri Valenciennes, 1848 — Пятнистая коилия
- Coilia grayii Richardson, 1845
- Coilia lindmani Bleeker, 1857
- Coilia macrognathos Bleeker, 1852
- Coilia mystus (Linnaeus, 1758)
- Coilia nasus Temminck & Schlegel, 1846
- Coilia neglecta Whitehead, 1967
- Coilia ramcarati (Hamilton, 1822)
- Coilia rebentischii Bleeker, 1858
- Coilia reynaldi Valenciennes, 1848

Catalog of Fishes рассматривает Coilia brachygnathus в качестве синонима Coilia nasus.